# Bibliothèque de Chetham

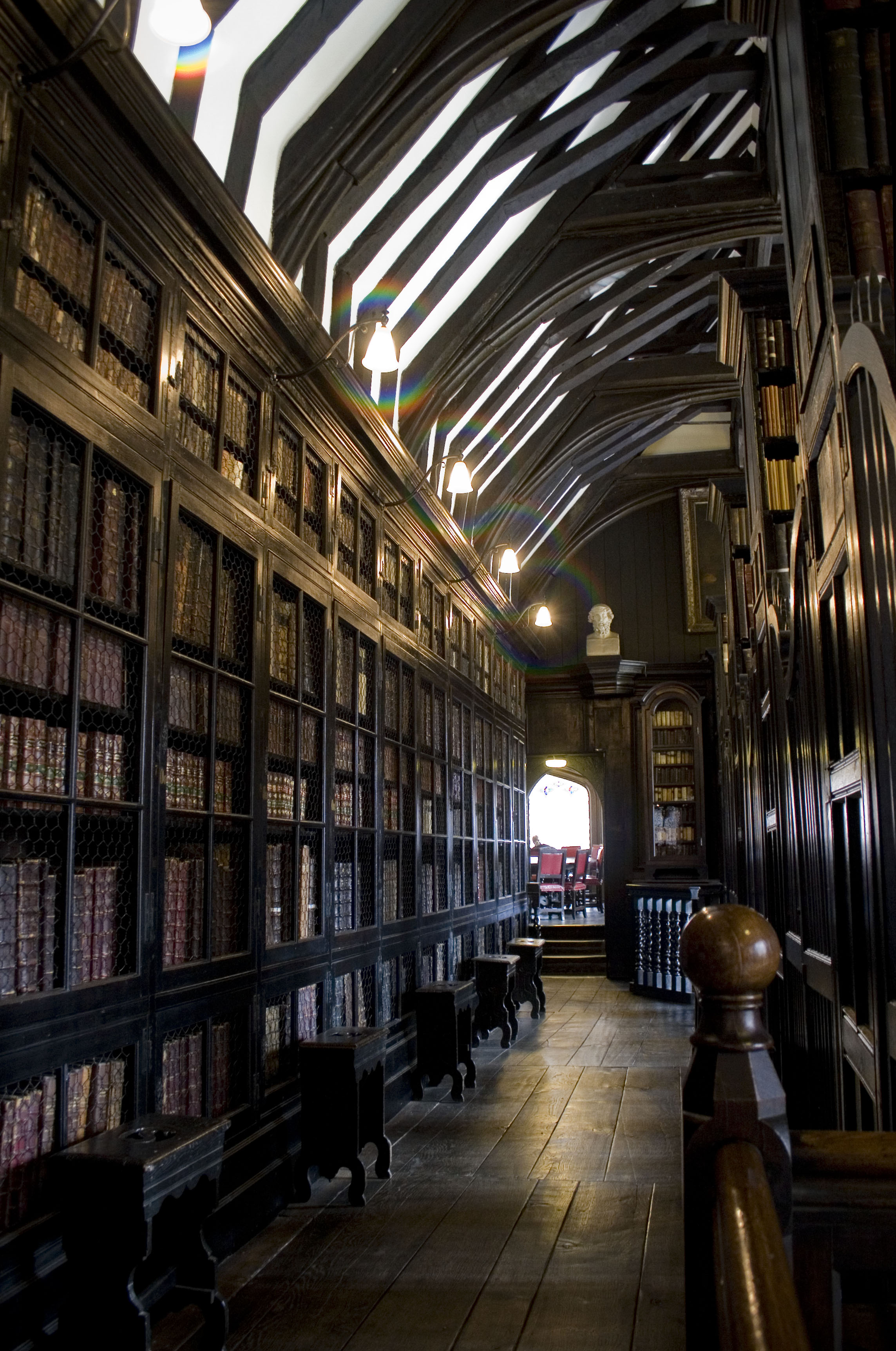
Une des ailes de la bibliothèque.

La bibliothèque de Chetham, située à Manchester, est la plus vieille bibliothèque publique du Royaume-Uni encore en activité. Fondée en 1653, elle a joué un rôle essentiel dans l'éducation et la culture de la région, attirant des générations de visiteurs et d'étudiants. Elle est également reconnue comme une institution clé au sein du Réseau des villes créatives de l'UNESCO.

## Histoire
La bibliothèque de Chetham fut créé en 1653 sur la volonté de Humphrey Chetham (1580–1653), un marchand local qui souhaitait laisser un héritage académique et réduire la pauvreté par l'éducation. Dans son testament, il lègue les fonds pour la création d’un hôpital destiné à l'éducation des « enfants de parents honnêtes et travailleurs » ainsi que pour la mise sur pied d’une bibliothèque publique. Ce projet visait à offrir des opportunités d'apprentissage aux jeunes défavorisés de la ville ainsi que des ressources de recherches à tous ceux qui pourraient avoir besoin de consulter la collection. 
Le bâtiment qui abrite la bibliothèque a été construit au cours des années 1420.Il servait à l’origine de Collégiale. Au fil des ans, l’édifice a connu plusieurs transformations, y compris en tant que prison et dépôt d’armes lors de la Première révolution anglaise. Négligé pendant plusieurs années, il a dû être rénové pour que l'hôpital et la bibliothèque puissent y être installés. L'hôpital ouvre ses portes en 1653, puis la bibliothèque le rejoint en 1656, lorsque l’exécuteur testamentaire d'Humphrey Chetham fait l’acquisition du bâtiment pour officialiser l'établissement des deux institutions conformément aux souhaits du défunt philanthrope.
L’école de musique de Chetham qui accompagne aujourd'hui la bibliothèque fut fondée en 1969.

## Collections
Depuis sa création, la bibliothèque de Chetham a accumulé une impressionnante collection de documents et d'objets. La bibliothèque s'est d'abord concentrée sur l'acquisition de titres qui auraient une valeur durable. Dès 1655, elle a commencé à acquérir des ouvrages de référence et des documents académiques. La bibliothèque a ainsi cumulé nombre de documents sur la médecine, les sciences naturelles, le droit, l’histoire, la géographie et la théologie.

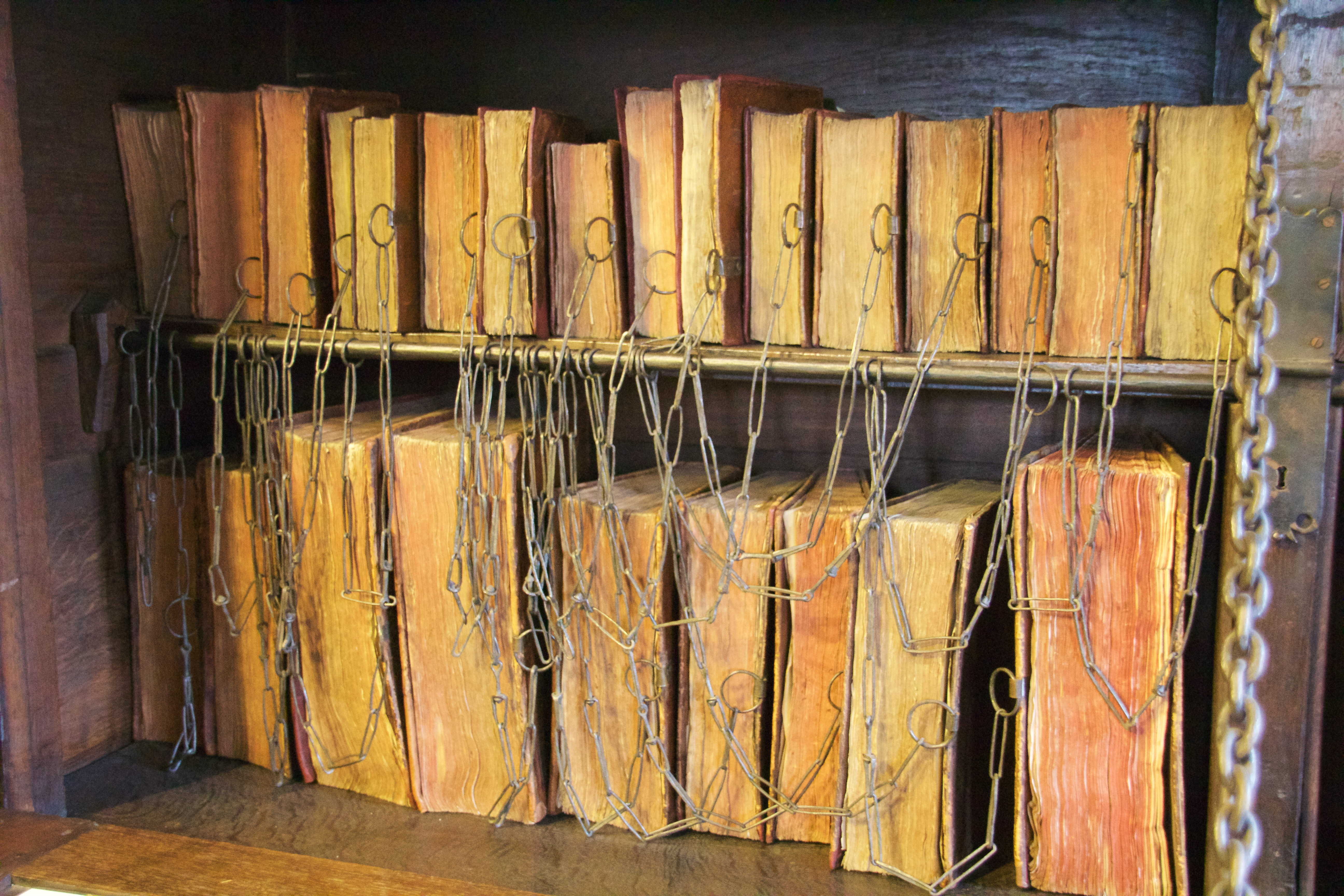
Livres enchaînés aux rayonnages, Bibliothèque de Chetham

Ces premiers ouvrages furent acquis par les responsables et partenaires du projet à partir de leurs préférences personnelles et de leurs expériences avec les autres bibliothèques de l’époque, souvent de seconde main ou provenant de collections privées. À ces livres se sont ajoutés les dons non-sollicités de particuliers et des ouvrages sélectionnés par le clergé. Parmi première collection, certains livres sont encore enchaînés aux rayonnages, témoignant des anciennes méthodes de protection des ouvrages.
Avec le temps, Vers la fin du 19e siècle, la bibliothèque de Chetham a réduit son éventail d’intérêts et s’est spécialisé dans l’acquisition d’ouvrages sur l’histoire du Royaume-Uni, notamment celle du Nord-Ouest de l'Angleterre. 
Aujourd'hui, la bibliothèque possède plus de 120 000 ouvrages, dont environ 60 000 ont une date de publication ou de création qui précède 1851.
En plus de sa vaste collection de livres, la bibliothèque de Chetham garde aussi plus de 1000 volumes manuscrits ainsi que plusieurs dizaines de milliers d’archives primaires et secondaires, dont elle a fait l’acquisition par l’entremises des dons de particuliers et sociétés historiques comme la Société Chetham. Ces documents comprennent des lettres, des journaux personnels, des contrats, des œuvres d'art et des diapositives en verre pour lanterne magique.
La diversité des collections fait de la cette institution un lieu d'intérêt pour les chercheurs et les passionnés d'histoire. L'ensemble de cette collection a été reconnu pour son importance nationale par le Conseil des Arts d'Angleterre, soulignant la valeur inestimable de ce patrimoine pour la culture britannique.

### Accessibilité

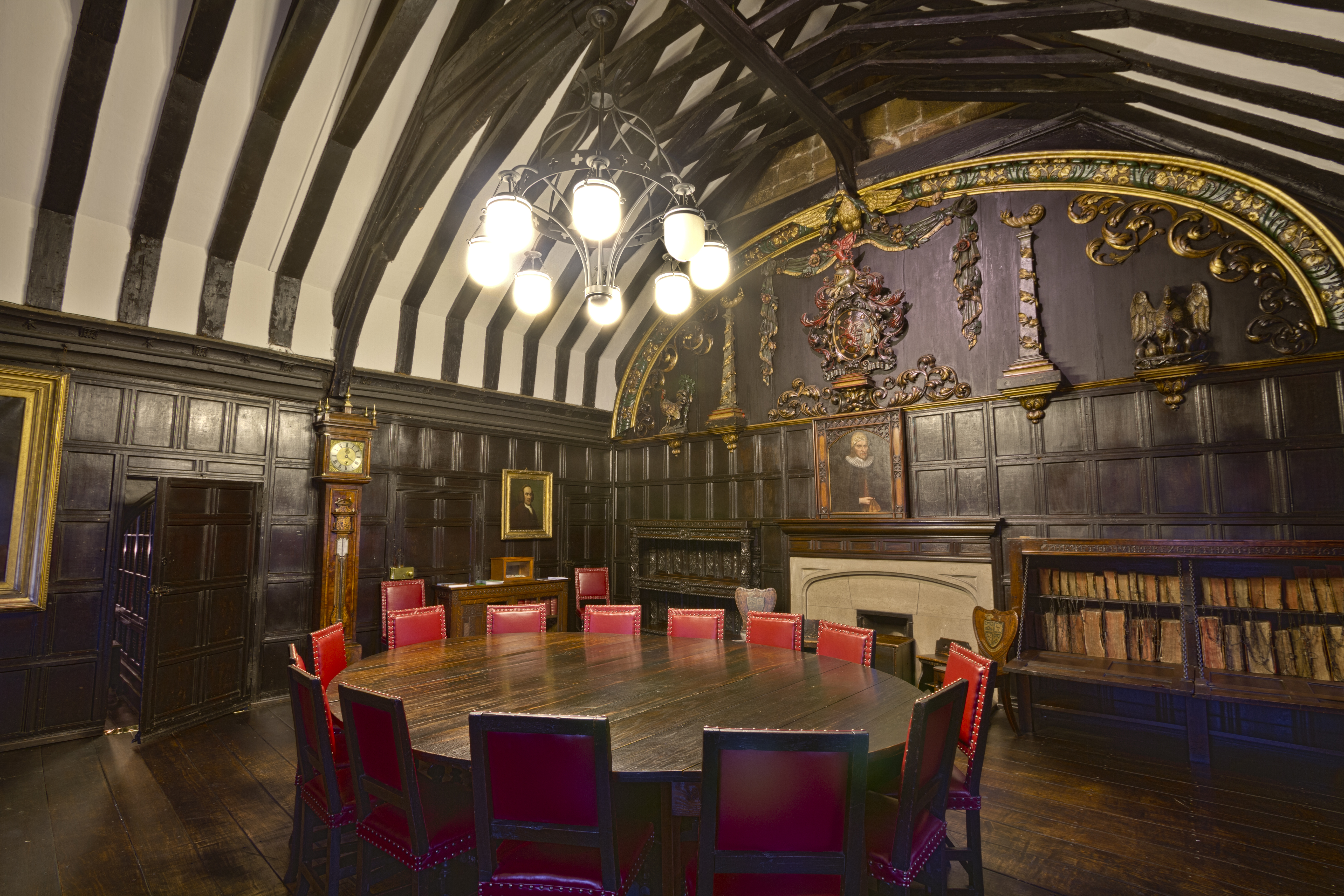
Salle de lecture, Bibliothèque de Chetham

L'accès aux collections de la bibliothèque de Chetham ne nécessite aucun abonnement et est ouvert gratuitement à tous sur rendez-vous. Toutefois, elle ne participe pas à un réseau de prêts entre bibliothèques. Cette politique découle de la volonté de Humphrey Chetham, qui avait stipulé dans son testament que les ouvrages devaient rester la propriété de la bibliothèque. Cela vise à préserver l'intégrité de la collection et à garantir que ces ressources restent disponibles pour la communauté locale.
La bibliothèque offre également un accès à de nombreuses archives et manuscrits numérisés, y compris des manuscrits médiévaux et plusieurs centaines d’ouvrages datant du début de l'époque moderne. 

## Rencontre historique

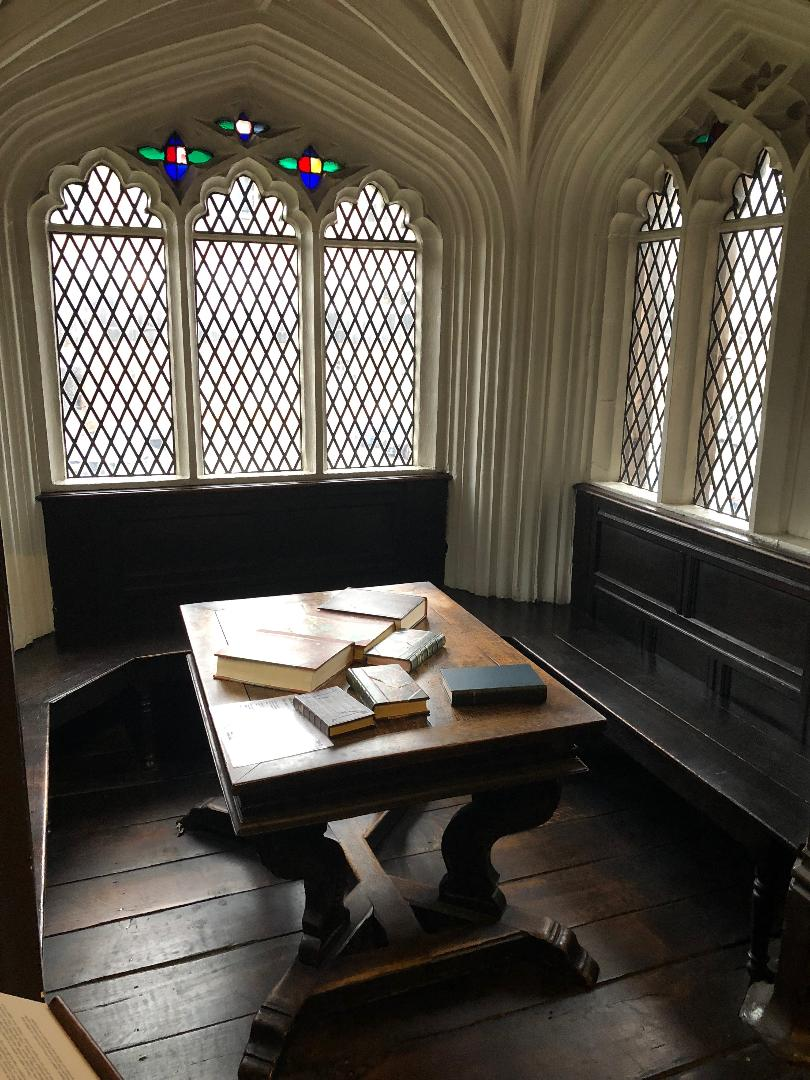
La table autour de laquelle ont travaillé Karl Marx et Freidrich Engels.

La bibliothèque de Chetham est également célèbre pour son rôle dans l'histoire intellectuelle. C'est à Chetham que se sont rencontrés Karl Marx et Friedrich Engels lors de la visite de Marx à Manchester. Le livre d'économie que Marx lisait à ce moment donné peut être vu sur une étagère de la bibliothèque, tout comme on peut voir le siège où ils se sont rencontrés. 

## Visites
Les visites guidées permettent aux visiteurs de découvrir ces moments clés de l'histoire et d'en apprendre davantage sur l'impact de la bibliothèque de Chetham sur le développement des idées au cours des siècles.